# 倫敦金
倫敦金，是一種黃金買賣交易的方式之一，最早起源在倫敦而得名。倫敦黃金市場非實貨市場，交易場所在各大小金商之銷售網路構成無形黃金市場。 
倫敦金是歐式黃金交易。以倫敦黃金交易市場、蘇黎世黃金市場為主。投資者買賣交易記錄在其個別的黃金存摺賬戶內，金商與客戶之間以電話、電傳等進行交易。

## 香港倫敦金騙案
倫敦金騙案是一些金融詐騙，受害者多為外行的投資者。騙徒以倫敦金交易為名，引誘投資者在不良金融公司開立投資帳戶和存入資金，並簽署「授權書」全權委托騙徒操作該等帳戶，騙徒以後只需作出頻密的買賣指令，便可以讓帳戶內的資金因為「交易虧損」和支付佣金等收費而全部虧光。在香港由於港府缺乏監管，倫敦金已經成為騙案的代名詞，此類詐騙多由商業罪案調查科偵辦，不過成功定罪的個案少之又少。因倫敦金詐騙案件在其他華人地區發生較少，故知名度相對地低。
2018年7月中，香港警方搗破倫敦金詐騙集團，掩至灝天金融集團以及天裕控股集團，拘捕三十多人，凍結數千萬元存款 。案中揭發集團有經紀屢次使用美女計騙取受害人金錢。同時，該等集團以金錢、名車和「高級副總裁」職銜誘使青年加入 成為詐騙團隊一員。
2018年7月19日香港《蘋果日報》報道，一個協助懷疑倫敦金騙案受害人的組織估計單在2018年的半年內，全中國共有3萬多人在香港9間倫敦金公司投資被騙，「每人受騙10萬至逾千萬人民幣，總額達82.5億人民幣（近100億港元）」。有事主宣稱由於相信屬於香港金銀業貿易場會員的倫敦金公司而受騙，金銀業貿易場則表示「所有投資者切勿輕易簽署授權第三方開戶投資任何投資產品」。

## 騙徒犯案手法
利用社交平台開設戶口，多數用美人計騙入局。大多數都是上網貼他人相片，加上假聲程式，騙取事主授權投資。騙徒後續只需作出頻密的賣出買入指令，就可以抽取佣金；甚至不停地買賣，直到帳戶沒有餘額。